# Olivier Marticorena
Pour les articles homonymes, voir Marticorena.
Olivier Marticorena, né le 28 novembre 1975 à Saint-Jean-de-Luz, est un chasseur sous-marin français, domicilié à Hendaye.
Il est membre-fondateur de la FNPSA en 2002, et a été Président du Hendaye Agachon Club durant six ans. 
Athlète de Haut Niveau, il participe à de nombreuses compétitions de pêche sous marine en apnée en France et à l'étranger.

## Palmarès
- Membre de l'équipe de France FFESSM de 1999 à 2003; équipe de France FNPSA de 2003 à 2017
- 3ème par équipe aux championnats du monde 2000 (à Mateica (Tahiti)) et 2002 (à Arraial do Cabo (Brésil))
- Triple vainqueur de la Coupe de France 1997,1998, 2001;
- 2ème de la Coupe de France 1999, 2000
- Champion de France Individuel en 2001 (Saint-Malo) et 2011 (Palavas);
- Vice Champion de France en 1997, 1999, 2008;
- 3ème aux championnats de France 2002 et 2005
- Deux fois vainqueur du Trident de Neptune en Tunisie 1999 et 2000
- 2ème au Trophée International KRISTIANSUND en Norvège
- 3ème au Trophée de Rio de Janeiro 2007 au Brésil